# Chartreuse (likør)
Chartreuse (fransk: [ʃaʁtʁøz]) er en fransk likør, der findes i grøn med 55 % og gul med 40% alkohol farvet med safran. Den består af af destillat, der har fået smag fra 130 urter, planter og blomster. Det er en af en håndfuld  likører, der lagres og forbedres efter at være tappet på flaske.
Likøren er fremstillet siden 1737 af karteusermunke efter opskriften i et manuskript, som de havde fået af François Annibal d'Estrées i 1605. Drikken fik navn efter deres kloster Grande Chartreuse, som ligger i Chartreuse-bjergene i Grenoble-området i Frankrig. Likøren bliver produceret på klostrets destilleri i nabobyen Voiron i Isère.
Likørens umiskendelige lysegrønne farve har givet navn til farvenuancen chartreuse, som første gang blev brugt i 1884.